# 小福田皓文
小福田皓文（1909年—1995年2月）是大日本帝國海軍軍官及航空自衛隊將領，於海軍服役期間為戰鬥機的飛行員（搭乘員）及機隊指揮官。本名為租，後來改為皓文（二戰後、時間不詳）。太平洋戰爭終戰時軍階為少佐，最後軍階為中佐。其後加入航空自衛隊繼續飛行生涯，官拜空將（中將）。

## 早年生活
於明治42年（1909年）在日本岡山縣北部津山出生，在家中排行第三。昭和3年（1928年）4月進入江田島海軍兵學校，並於昭和6年11月中旬以海軍少尉候補生的身份畢業（59期）。畢業後在訓練艦隊訓練了8個月，其後是到聯合艦隊各艦上實習，而之後是到各學校接受術科講習，其間曾到霞浦海軍航空隊，最後於昭和8年2月25日再度派往聯合艦隊各艦繼續實習。

## 振翅飛翔

### 學習飛行

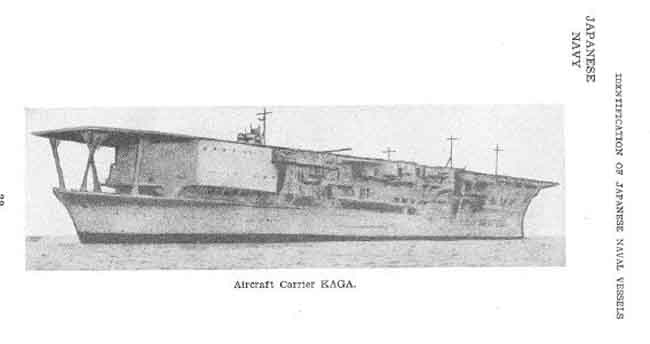
令小福田有不少回憶的航空母艦加賀

昭和8年11月，當小福田（時為少尉）在輕巡洋艦執勤的時候，收到海軍省「委派飛行學生」的人事命令，就此成為霞浦飛行學生，從而踏上飛行員之路。在霞浦畢業後，由於分派的機種是戰鬥機，而需前往九州長崎縣大村海軍航空隊報到，開始接受戰鬥機飛行員的訓練。昭和8年12月，小福田被派往他嚮往以久的航空母艦加賀當乘員，開始接受「艦上降落訓練」。昭和9年，由於人事調動的關係，因而被調派到青森縣大湊海軍航空隊。

### 日中事變
昭和12年7月7日盧溝橋事件，12月龍驤號航空母艦

## 太平洋戰爭

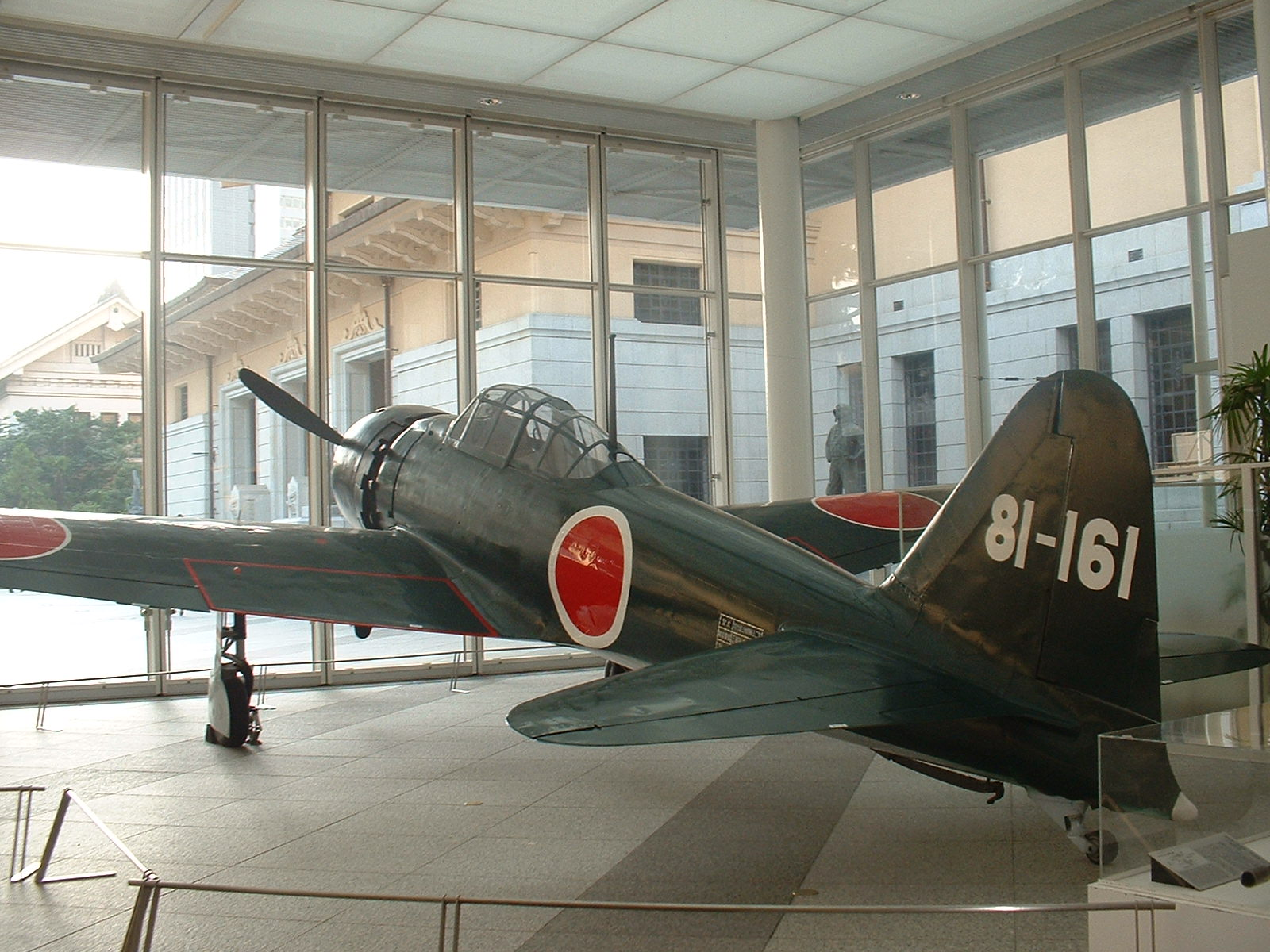
零戰為二戰中小福田使用的戰鬥機

### 調任故國
大分海軍航空隊

## 逸事
- 帝國海軍擊墜王之一的杉田庄一（當時昭和17年，杉田為飛行兵）曾為小福田的下屬。
- 小福田曾參與測試有帝國海軍「夢幻戰機」之稱的烈風 (戰鬥機)。

## 著作
- （日語）（光人社、新版文庫本） ISBN 9784769820444
  - 正體中文版《指揮官空戰記：一位零戰隊長的經歷》，1998年，台北，麥田出版社，ISBN 95770868888
- （日語）（光人社、新版文庫本） ISBN 9784769821120

## 關連項目
- 杉田庄一
- 加賀號航空母艦
- 三式艦上戰鬥機
- 零式艦上戰鬥機

## 資料來源
- （日語）（光人社、新版文庫本） ISBN 9784769820444
『指揮官空戰記 一位零戰隊長的經歷』（正體中文版、麥田出版） ISBN 9577086888

## 外部連結
- （日語）亞馬遜書店對小福田皓文的簡介 （页面存档备份，存于）

## 備注
1. ↑  正式應為，但關於小福田的中文書籍上「皓」比常用。